# Souper Ligka Ellada 2015-2016
La Souper Ligka Ellada 2015-2016 è l'80ª edizione della massima serie del campionato di calcio greco, iniziata il 23 agosto 2015.

## Stagione

### Formula
Le squadre partecipanti sono sedici e disputano un girone di andata e ritorno per un totale di 30 partite.
Le ultime due classificate retrocedono direttamente in Football League.
Il punteggio prevede tre punti per la vittoria, uno per il pareggio e nessuno per la sconfitta.
Le squadre ammesse alle coppe europee sono cinque: i campioni alla fase a gironi della UEFA Champions League 2016-2017 mentre per l'altro posto disponibile in Champions League e i tre per la UEFA Europa League 2016-2017 si disputata un girone al quale partecipano le squadre classificate dal secondo al quinto posto che giocano un totale di sei partite. La vincitrice di questo girone si qualifica alla Champions League e le altre alla UEFA Europa League.

## Squadre partecipanti
| Club             | Città      | Stadio                                     | Stagione precedente                               |
| ---------------- | ---------- | ------------------------------------------ | ------------------------------------------------- |
| AEK Atene        | Atene      | Olympiakó Stádio Spyros Louis              | 1º posto nel Girone 1, 1º posto nel girone finale |
| Asteras Tripolīs | Tripoli    | Stadio Theodōros Kolokotrōnīs              | 3º posto                                          |
| Atromītos        | Peristeri  | Stadio Peristeri                           | 4º posto                                          |
| Īraklīs          | Salonicco  | Ethniko Kaftanzogleio Stadio Thessalonikis | 1º posto nel Girone 2, 2º posto nel girone finale |
| Kallonī          | Mitilene   | Stadio Municipale                          | 10º posto                                         |
| Levadeiakos      | Livadia    | Stadio Levadias                            | 14º posto                                         |
| Olympiacos       | Il Pireo   | Stadio Geōrgios Karaiskakīs                | Campione                                          |
| Panaitōlikos     | Agrinio    | Stadio Panaitolikou                        | 7º posto                                          |
| Panathīnaïkos    | Atene      | Stadio Apostolos Nikolaidis                | 2º posto                                          |
| Paniōnios        | Nea Smyrnī | Stadio Nea Smyrnī                          | 12º posto                                         |
| Panthrakikos     | Komotini   | Komotini Municipal Stadium                 | 11º posto                                         |
| PAOK             | Salonicco  | Stadio Toumba                              | 5º posto                                          |
| PAS Giannina     | Giannina   | Stadio Zosimades                           | 6º posto                                          |
| Platanias        | Platanias  | Perivolia Municipal Stadium                | 9º posto                                          |
| GAS Veria        | Veria      | Stadio Veria                               | 13º posto                                         |
| Skoda Xanthī     | Xanthi     | Skoda Xanthi Arena                         | 8º posto                                          |

## Stagione regolare

### Classifica
|  | Pos. | Squadra            | Pt | G  | V  | N  | P  | GF | GS | DR  |
|  | ---- | ------------------ | -- | -- | -- | -- | -- | -- | -- | --- |
|  | 1.   | Olympiacos         | 85 | 30 | 28 | 1  | 1  | 81 | 16 | +65 |
|  | 2.   | AEK Atene          | 57 | 30 | 17 | 6  | 7  | 43 | 21 | +22 |
|  | 3.   | Panathīnaïkos (-3) | 55 | 30 | 18 | 4  | 8  | 52 | 26 | +26 |
|  | 4.   | PAOK (-3)          | 45 | 30 | 13 | 9  | 8  | 45 | 32 | +13 |
|  | 5.   | Paniōnios          | 44 | 30 | 12 | 8  | 10 | 33 | 27 | +6  |
|  | 6.   | PAS Giannina       | 42 | 30 | 12 | 6  | 12 | 36 | 40 | -4  |
|  | 7.   | Asteras Tripolīs   | 41 | 30 | 11 | 8  | 11 | 31 | 30 | +1  |
|  | 8.   | Atromītos (-3)     | 39 | 30 | 12 | 6  | 12 | 26 | 31 | -5  |
|  | 9.   | Platanias          | 39 | 30 | 10 | 9  | 11 | 31 | 30 | +1  |
|  | 10.  | Levadeiakos        | 37 | 30 | 9  | 10 | 11 | 27 | 36 | -9  |
|  | 11.  | Panaitōlikos       | 35 | 30 | 9  | 8  | 13 | 30 | 46 | -16 |
|  | 12.  | Īraklīs            | 35 | 30 | 8  | 11 | 11 | 25 | 32 | -7  |
|  | 13.  | Skoda Xanthī       | 33 | 30 | 6  | 15 | 9  | 27 | 32 | -5  |
|  | 14.  | GAS Veria          | 27 | 30 | 5  | 12 | 13 | 19 | 33 | -14 |
|  | 15.  | Panthrakikos       | 17 | 30 | 3  | 8  | 19 | 18 | 58 | -40 |
|  | 16.  | Kallonī            | 16 | 30 | 3  | 7  | 20 | 19 | 53 | -34 |

Legenda:

      Campione di Grecia e ammesso alla UEFA Champions League
      Ammesso ai play-off
      Ammesso in seguito all'Europa League
      Retrocesse in Football League
Note:

Tre punti a vittoria, uno a pareggio, zero a sconfitta.
Panathinaikos 3 punti di penalizzazione.
PAOK Salonicco 5 punti di penalizzazione.

### Risultati
|                  | AEK  | Ast  | Atr  | Ira  | Kal  | Lev | Oly  | Pna  | Pnk  | Pio  | Ptr  | PSa  | PAS  | Pla  | Ver  | Xan  |
| ---------------- | ---- | ---- | ---- | ---- | ---- | --- | ---- | ---- | ---- | ---- | ---- | ---- | ---- | ---- | ---- | ---- |
| AEK Atene        | –––– | 0-1  | 1-0  | 5-1  | 3-0  | 1-2 | 1-0  | 1-0  | 2-0  | 2-0  | 3-0  | 1-0  | 3-1  | 3-0  | 3-0  | 2-1  |
| Asteras Tripolis | 0-0  | –––– | 1-0  | 1-2  | 3-1  | 2-0 | 1-2  | 0-0  | 0-2  | 2-1  | 4-0  | 2-1  | 0-0  | 1-1  | 2-1  | 1-1  |
| Atromitos        | 1-0  | 2-1  | –––– | 1-0  | 1-0  | 1-0 | 1-2  | 1-2  | 1-0  | 1-0  | 1-2  | 1-2  | 0-2  | 0-0  | 0-0  | 0-1  |
| Iraklis          | 1-1  | 0-1  | 2-0  | –––– | 3-0  | 0-1 | 0-2  | 1-0  | 0-0  | 0-1  | 0-0  | 3-3  | 1-0  | 0-0  | 1-1  | 1-1  |
| Kalloni          | 0-0  | 1-1  | 2-4  | 0-1  | –––– | 0-0 | 0-2  | 0-2  | 5-1  | 1-1  | 2-0  | 1-3  | 0-2  | 2-1  | 0-1  | 2-2  |
| Levadiakos       | 3-0  | 2-1  | 1-1  | 1-1  | 1-0  | ––– | 0-2  | 0-2  | 2-2  | 0-2  | 1-1  | 0-0  | 1-1  | 0-3  | 1-1  | 1-0  |
| Olympiakos       | 4-0  | 3-1  | 4-0  | 2-0  | 5-0  | 3-1 | –––– | 3-1  | 1-0  | 3-0  | 4-0  | 1-0  | 5-1  | 3-1  | 3-0  | 1-0  |
| Panathinaïkos    | 0-0  | 2-0  | 2-0  | 4-0  | 4-0  | 3-0 | 0-3  | –––– | 4-2  | 0-0  | 6-1  | 2-2  | 3-1  | 1-0  | 3-2  | 0-1  |
| Panetolikos      | 1-0  | 2-1  | 1-1  | 2-0  | 1-0  | 2-0 | 2-5  | 1-2  | –––– | 1-5  | 1-0  | 0-3  | 2-1  | 1-2  | 1-1  | 2-2  |
| Panionios        | 1-1  | 0-0  | 0-1  | 1-0  | 2-0  | 0-2 | 1-3  | 1-0  | 2-0  | –––– | 1-1  | 3-1  | 2-0  | 2-1  | 0-1  | 3-0  |
| Panthrakikos     | 1-2  | 0-2  | 0-1  | 0-3  | 0-0  | 1-3 | 3-4  | 1-0  | 0-0  | 0-1  | –––– | 2-1  | 2-4  | 0-2  | 0-2  | 0-0  |
| PAOK Salonicco   | 2-1  | 2-0  | 1-1  | 0-1  | 3-0  | 2-0 | 0-2  | 3-1  | 0-0  | 2-1  | 3-3  | –––– | 3-1  | 1-0  | 2-1  | 0-0  |
| PAS Giannina     | 0-2  | 1-2  | 1-0  | 2-2  | 2-1  | 0-1 | 0-3  | 0-3  | 2-0  | 1-1  | 2-0  | 3-1  | –––– | 2-0  | 2-0  | 1-1  |
| Platanias        | 0-3  | 2-0  | 1-2  | 0-0  | 2-1  | 2-1 | 1-1  | 2-3  | 1-1  | 0-0  | 4-0  | 0-0  | 0-1  | –––– | 0-0  | 3-1  |
| Veria            | 1-2  | 1-0  | 0-1  | 0-0  | 2-0  | 0-0 | 0-2  | 0-1  | 0-1  | 1-1  | 0-0  | 0-3  | 1-1  | 0-1  | –––– | 1-1  |
| Xanthi           | 0-0  | 0-0  | 2-2  | 2-0  | 0-0  | 2-2 | 1-3  | 0-1  | 3-1  | 2-0  | 1-0  | 1-1  | 0-1  | 0-2  | 1-1  | –––– |

## Play-off
Le squadre classificate dal secondo al quinto posto della stagione regolare si affrontano in un girone di andata e ritorno. A ogni squadra è assegnato un bonus di punti calcolato sottraendo al totale della stagione regolare i punti ottenuti dalla quinta classificata. Il risultato è poi diviso per cinque e arrotondato al numero intero più vicino.

### Classifica
|  | Pos. | Squadra       | Pt | G | V | N | P | GF | GS | DR |
|  | ---- | ------------- | -- | - | - | - | - | -- | -- | -- |
|  | 1.   | PAOK          | 12 | 6 | 3 | 3 | 0 | 8  | 3  | +5 |
|  | 2.   | Panathīnaïkos | 11 | 6 | 2 | 3 | 1 | 8  | 6  | +2 |
|  | 3.   | AEK Atene     | 9  | 6 | 2 | 1 | 3 | 5  | 7  | -2 |
|  | 4.   | Paniōnios     | 4  | 6 | 1 | 1 | 4 | 2  | 7  | -5 |

Legenda:

      Ammesso alla UEFA Champions League
      Ammesso alla UEFA Europa League
Note:

Tre punti a vittoria, uno a pareggio, zero a sconfitta.
AEK Atene +2 punti

Panathinaïkos +2 punti

### Risultati
|                | AEK  | Pna  | Pio  | PSa  |
| -------------- | ---- | ---- | ---- | ---- |
| AEK Atene      | –––– | 3-1  | 1-0  | 0-0  |
| Panathinaïkos  | 3-0  | –––– | 1-0  | 1-1  |
| Panionios      | 1-0  | 1-1  | –––– | 0-2  |
| PAOK Salonicco | 2-1  | 1-1  | 2-0  | –––– |

## Statistiche

### Individuali

#### Classifica marcatori
| Gol |  |  | Giocatore             | Squadra          |
| --- |  |  | --------------------- | ---------------- |
| 18  |  |  | Kōstas Fortounīs      | Olympiacos       |
| 15  |  |  | Marcus Berg           | Panathīnaïkos    |
| 13  |  |  | Apostolos Giannou     | Asteras Tripolīs |
| 11  |  |  | Stefanos Athanasiadīs | PAOK             |
| 11  |  |  | Anastasios Bakasetas  | Paniōnios        |
| 11  |  |  | Apostolos Vellios     | Īraklīs          |
| 11  |  |  | Vaggelīs Mantzios     | Levadeiakos      |
| 10  |  |  | Brown Ideye           | Olympiacos       |
| 10  |  |  | Michalīs Manias       | PAS Giannina     |